# Выборы в Законодательное собрание Ленинградской области (2016)
Выборы депутатов Законодательного собрания Ленинградской области шестого созыва состоялись в Ленинградской области 18 сентября 2016 года в единый день голосования, одновременно с выборами в Государственную думу РФ. Выборы проходили по смешанной избирательной системе: из 50 депутатов 25 избирались по партийным спискам (пропорциональная система), остальные 25 — по одномандатным округам (мажоритарная система). Для попадания в заксобрание по пропорциональной системе партиям необходимо преодолеть 5%-й барьер. Срок полномочий депутатов — пять лет.
На 1 июля 2016 года в области было зарегистрировано 1 315 022 избирателя. Явка составила 43,18 %.

## Ключевые даты
- 14 июня Законодательное собрание Ленинградской области назначило выборы на 18 сентября 2016 года (единый день голосования)[3].
  - 19 июня постановление о назначении выборов было опубликовано в СМИ.
- 15 июня Избирательная комиссия Ленинградской области утвердила календарный план мероприятий по подготовке и проведению выборов[4].
- с 20 июня по 24 июля — период выдвижения кандидатов и списков[4].
  - агитационный период начинается со дня выдвижения и заканчивается и прекращается за одни сутки до дня голосования[4].
- по 6 августа — период представления документов для регистрации кандидатов и списков[4].
- с 20 августа по 16 сентября — период агитации в СМИ[4].
- 17 сентября — день тишины[4].
- 18 сентября — день голосования.

## Участники

### Выборы по партийным спискам
По единому округу партии выдвигали списки кандидатов. Для регистрации выдвигаемого списка партиям требовалось собрать от 6570 до 7227 подписей избирателей (0,5 % от числа избирателей).
| 1 | ЛДПР — Либерально-демократическая партия России | Владимир Жириновский • Андрей Лебедев • Дамир Шадаев   | 24 | 50 | зарегистрирован                                                           |
| 2 | Коммунистическая партия Российской Федерации    | Владимир Бортко • Регина Илларионова • Николай Кузьмин | 25 | 74 | зарегистрирован                                                           |
| 3 | Яблоко                                          | Николай Рыбаков • Алексей Этманов • Лина Зернова       | 25 | 31 | зарегистрирован                                                           |
| 4 | Справедливая Россия                             | Сергей Миронов • Александр Перминов • Руслан Гайсин    | 25 | 75 | зарегистрирован                                                           |
| 5 | Единая Россия                                   | Александр Дрозденко • Татьяна Тюрина • Юрий Трусов     | 25 | 68 | зарегистрирован                                                           |
| 6 | Родина                                          | Валерий Шинкаренко • Дмитрий Ковалев                   | 24 | 38 | зарегистрирован                                                           |
| — | Коммунисты России                               | Виктор Перов • Юрий Савин • Сергей Малинкович          | 25 | 78 | отказано в регистрации (выявлено более 10 % недействительных подписей)    |
| — | Российский Объединённый Трудовой Фронт          | Степан Маленцов • Наталья Лисицына • Сергей Савченко   | 25 | 30 | отказано в регистрации (недостаточное количество действительных подписей) |
| — | Казачья партия Российской Федерации             | Андрей Сороквашин                                      | 17 | 18 | отказано в регистрации (не представлены документы для регистрации)        |
| — | Партия Великое Отечество                        | Николай Стариков • Денис Наливайко • Олег Бойков       | 21 | 24 | отказано в регистрации (выявлено более 10 % недействительных подписей)    |
| — | Союз Труда                                      | Светлана Антропова • Леонид Шиянов • Андрей Большев    | 15 | 24 | отказано в регистрации (выявлено более 10 % недействительных подписей)    |
| *Региональная группа соответствует одному или двум одномандатным округам и должна включать от 1 до 3 кандидатов. Региональных групп должно быть от 13 до 25. |                                                 |                                                        |    |    |                                                                           |
| **Без учёта выбывших кандидатов. Общее число кандидатов должно быть от 26 до 80 человек.                                                                     |                                                 |                                                        |    |    |                                                                           |

### Выборы по округам
По 25 одномандатным округам кандидаты выдвигались как партиями, так и путём самовыдвижения. Кандидатам требовалось собрать 3 % подписей от числа избирателей соответствующего одномандатного округа.
| Партия | Партия                                          | Кандидатов |
| ------ | ----------------------------------------------- | ---------- |
|        | Единая Россия                                   | 25         |
|        | Коммунистическая партия Российской Федерации    | 25         |
|        | Коммунисты России                               | 1          |
|        | ЛДПР — Либерально-демократическая партия России | 20         |
|        | Справедливая Россия                             | 24         |
|        | Яблоко                                          | 15         |
|        | Самовыдвижение                                  | 1          |
| Всего  | Всего                                           | 111        |

| №  | Округ          | Состав                                          | Избирателей |
| -- | -------------- | ----------------------------------------------- | ----------- |
| 1  | Выборгский     | частично Выборгский район                       | 48 901      |
| 2  | Каменногорский | частично Выборгский район                       | 48 921      |
| 3  | Рощинский      | частично Выборгский район                       | 48 598      |
| 4  | Приозерский    | частично Приозерский район, Выборгский район    | 47 747      |
| 5  | Сертоловский   | частично Всеволожский район                     | 52 606      |
| 6  | Токсовский     | частично Всеволожский район                     | 54 745      |
| 7  | Всеволожский   | частично Всеволожский район                     | 48 087      |
| 8  | Свердловский   | частично Всеволожский район                     | 48 781      |
| 9  | Кировский      | частично Кировский район                        | 55 427      |
| 10 | Волховский     | частично Волховский район, Тихвинский район     | 62 026      |
| 11 | Свирский       | Лодейнопольский район, Подпорожский район       | 51 602      |
| 12 | Бокситогорский | Бокситогорский район, частично Тихвинский район | 46 191      |
| 13 | Тихвинский     | частично Тихвинский район, Волховский район     | 62 299      |
| 14 | Киришский      | Киришский район                                 | 52 369      |
| 15 | Тосненский     | частично Тосненский район                       | 50 205      |
| 16 | Никольский     | частично Тосненский район, Кировский район      | 62 005      |
| 17 | Коммунарский   | частично Гатчинский район                       | 57 176      |
| 18 | Сиверский      | частично Гатчинский район                       | 54 353      |
| 19 | Гатчинский     | частично Гатчинский район                       | 55 342      |
| 20 | Ломоносовский  | Ломоносовский район                             | 56 062      |
| 21 | Сосновоборский | Сосновоборский городской округ                  | 52 673      |
| 22 | Волосовский    | Волосовский район, частично Лужский район       | 49 554      |
| 23 | Лужский        | частично Лужский район                          | 49 994      |
| 24 | Кингисеппский  | частично Кингисеппский район                    | 51 555      |
| 25 | Сланцевский    | Сланцевский район, частично Кингисеппский район | 49 246      |

## Результаты
| Место                      | Место                      | Партия                     | по областным спискам | по областным спискам | по областным спискам | по одно- мандатным округам | всего         | всего |
| Место                      | Место                      | Партия                     | Голоса               | %                    | Получено мест        | Получено мест              | Получено мест | %     |
| -------------------------- | -------------------------- | -------------------------- | -------------------- | -------------------- | -------------------- | -------------------------- | ------------- | ----- |
|                            | 1.                         | «Единая Россия»            | 291 719              | 51,25 %              | 15                   | 25                         | 40            | 80 %  |
|                            | 2.                         | ЛДПР                       | 83 399               | 14,65 %              | 4                    | 0                          | 4             | 8 %   |
|                            | 3.                         | «Справедливая Россия»      | 72 813               | 12,79 %              | 3                    | 0                          | 3             | 6 %   |
|                            | 4.                         | КПРФ                       | 71 069               | 12,49 %              | 3                    | 0                          | 3             | 6 %   |
|                            |                            |                            |                      |                      |                      |                            |               |       |
|                            | 5.                         | «Яблоко»                   | 21 113               | 3,71 %               | 0                    | 0                          | 0             | 0 %   |
|                            | 6.                         | «Родина»                   | 12 876               | 2,26 %               | 0                    | 0                          | 0             | 0 %   |
|                            |                            | «Коммунисты России»        | —                    | —                    | —                    | 0                          | 0             | 0 %   |
|                            |                            | Самовыдвижение             | —                    | —                    | —                    | 0                          | 0             | 0 %   |
| Недействительные бюллетени | Недействительные бюллетени | Недействительные бюллетени | 16 204               | 2,85 %               |                      |                            |               |       |
| Всего                      | Всего                      | Всего                      | 569 193              | 100 %                | 25                   | 25                         | 50            | 100 % |